# Звезден
Зве́зден (болг. Звезден) — село в Кирджалійській області Болгарії. Входить до складу общини Кирджалі.

## Населення
За даними перепису населення 2011 року у селі проживали 130 осіб, усі — турки.
Розподіл населення за віком у 2011 році:
Динаміка населення: